# Літман Олексій Давидович
Олексій Давидович Літман (рос. Алексей Давыдович Литман; 27 грудня 1923, Стара Синява — 21 серпня 1992) — радянський і російський філософ, історик філософії, сходознавець українського походження. Доктор філософських наук.

## Біографія
Олексій Літман народився в селищі Стара Синява Кам'янець-Подільської губернії у сім'ї службовця.
Учасник німецько-радянської війни. Старший лейтенант. В армії з червня 1942 по травень 1945 року. Нагороджений орденом Вітчизняної війни II ступеня, медаллю «За перемогу над Німеччиною» тощо.
У 1950 році закінчив філософський факультет Московського державного університету імені М. В. Ломоносова. У 1955 році захистив дисертацію на здобуття наукового ступеня кандидата філософських наук за темою «Творчий характер марксизму-ленінізму». У 1951-1956 роках — учений секретар Відділення суспільних наук і президії АН Таджицької РСР. З 1957 року — науковий співробітник, з 25 грудня 1967 року — старший науковий співробітник Інституту сходознавства АН СРСР.
1975 року в Московському педагогічному державному університеті імені В. І. Леніна захистив дисертацію на здобуття наукового ступеня доктора філософських наук за темою «Філософська думка незалежної Індії: (Основні напрямки й школи буржуазної філософії): (Боротьба індійських марксистів за науковий світогляд)» (спеціальність 09.00.03 — історія філософії).

## Вплив
Філософ та сходознавиця Маріетта Степанянць відмічає, що «більше ніж будь-хто з російських індологів про індійську філософію XX століття писав Олексій Давидович Літман».

### Монографії
- Литман А. Д. Философская мысль независимой Индии: (Академические системы и религиозно-философские учения) / АН СССР. Ин-т народов Азии. — М.: Наука, 1966. — 268 с.
- Комаров Э. Н., Литман А. Д. Мировоззрение Мохандаса Карамчанда Ганди / Предисл. проф. Р. А. Ульяновского; АН СССР. Ин-т востоковедения. — М.: Наука, 1969. — 235 с.
- Современный национализм и общественное развитие зарубежного Востока / А. Д. Литман, А. С. Кауфман, Л. Р. Полонская и др. ; Отв. ред. А. Б. Беленький, Л. Р. Полонская. — М.: Наука, 1978. — 328 с. — (Пути развития освободившихся стран Востока).
- Литман А. Д. Традиции философского натурализма в Индии и мировоззрение Дев Атмы. — М.: Наука, 1982. — 216 с.
- Литман А. Д. Сарвепалли Радхакришнан. — М.: Наука, 1983. — 144 с.
- Литман А. Д. Современная индийская философия. — М.: Мысль, 1985. — 399 с.
- Челышев Е. П., Литман А. Д. Традиции великой дружбы: СССР — Индия. — М.: Радуга, 1985. — 229 с.
- Вафа А. Х., Литман А. Д. Философские взгляды Джавахарлала Неру / Вступ. ст. Р. А. Ульяновского. — М.: Наука, 1987. — 286 с.
- Культурное наследие народов Востока и современная идеологическая борьба / А. Д. Литман, Е. П. Челышев, Б. С. Ерасов и др.; Отв. ред. А. Д. Литман, В. М. Солнцев; АН СССР, Ин-т востоковедения. — М.: Наука, 1987. — 271 с. — 1500 экз.
- Литман А. Д. Философия в независимой Индии (Проблемы, противоречия, дискуссии) / АН СССР, Ин-т востоковедения. — М.: Наука, 1988. — 261 с.

### Статті
- Литман А. Д. М. К. Ганди и его мировоззрение // Ганди М. К. Моя жизнь. М., 1959;
- Литман А. Д. Философские взгляды Р.Тагора // Рабиндранат Тагор. М.,1961;
- Литман А. Д. Религиозно-философское учение Свами Шивананды // Идеологические течения современной Индии. — М.: Наука, 1965. — 196 с. — 2700 экз.
- Литман А. Д. Экзистенциализм в Индии. // Современный экзистенциализм. Критические очерки. М., 1966. С. 532—560.
- Литман А. Д. Об определении понятия и классификации типов национализма в освободившихся странах // Народы Азии и Африки. 1973. № 1;
- Литман А. Д. Философские взгляды Дж. Неру // Мировоззрение Джавахарлала Неру. М., 1973;
- Литман А. Д. Проблемы секуляризма в развивающихся странах Востока (на материалах Индии) // Вопросы научного атеизма. Вып. 20. Актуальные проблемы истории атеизма и религии / Редкол. А. Ф. Окулов (отв. ред.); Акад. обществ. наук ЦК КПСС. Ин-т научного атеизма. — М.: Мысль, 1976. — С. 303—323. — 327 с. — 19 200 экз.

### Редакції
- Религии и атеизм в Индии: Сборник статей / Отв. ред. А. Д. Литман ; АН СССР. Ин-т востоковедения. — М.: Наука, 1973. — 206 с.
- Религия и общественная жизнь в Индии: [Сб. ст.] / АН СССР, Ин-т востоковедения; Отв. ред. А. Д. Литман, Р. Б. Рыбаков. — М.: Наука, 1983. — 295 с.
- Индуизм: традиции и современность: [Сб. ст.] / АН СССР, Ин-т востоковедения; Отв. ред. А. Д. Литман, Р. Б. Рыбаков. — М. : Наука, 1985. — 284 с.
- Общественная мысль Индии: Прошлое и настоящее: [Сб. ст.] / АН СССР, Ин-т востоковедения; [Отв. ред. А. Д. Литман]. — М. : Наука, 1989. — 243 с. ISBN 5-02-016970-6
- Культурное наследие народов Востока и современная идеологическая борьба / А. Д. Литман, Е. П. Челышев, Б. С. Ерасов и др.; Отв. ред. А. Д. Литман, В. М. Солнцев; АН СССР, Ин-т востоковедения. — М.: Наука, 1987. — 271 с. 1500 экз.
- Общественная мысль Индии: проблемы человека и общества : Сб. ст. / Рос. акад. наук, Ин-т востоковедения; Отв. ред. А. Д. Литман, Л. Р. Полонская. — М. : Наука: Издательская фирма «Восточная литература» РАН, 1992. — 289 с. ISBN 5-02-017355-X